# AB J.O. Öberg & son

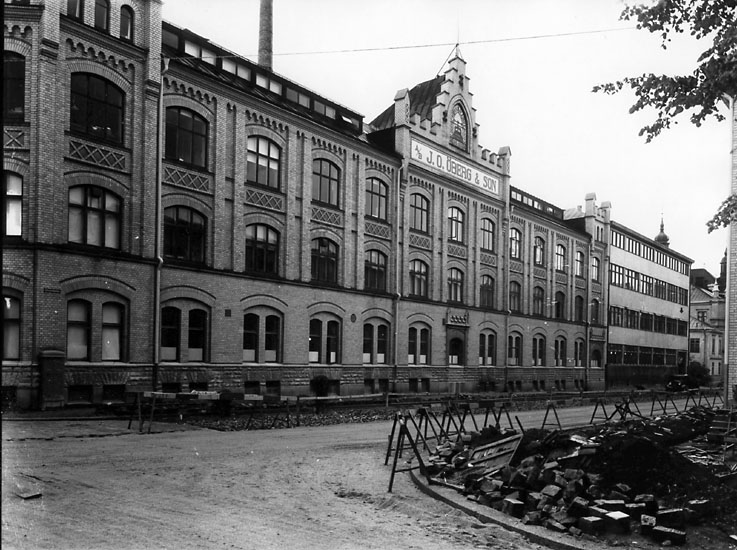
Företagets fabrik i centrala Eskilstuna. Bilden är tagen någon gång före 1944.

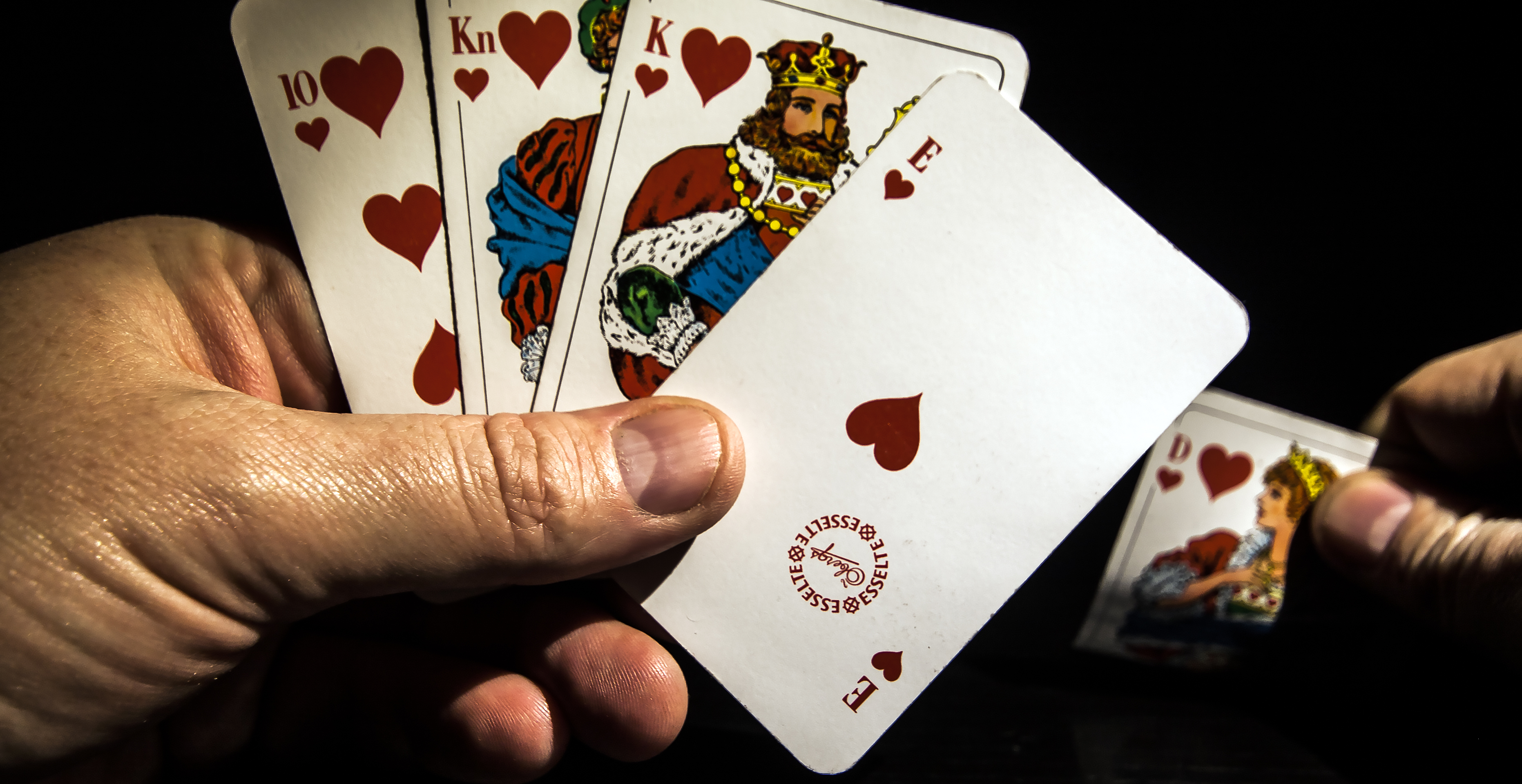
En pokerhand bestående av Öbergs-kort.

Aktiebolaget J.O. Öberg & son var ett företag som grundades 1845 i Eskilstuna.
Joseph Oscar Öberg grundade 1845 ett litet boktryckeri i Eskilstuna men flyttade i slutet av 1840-talet till Stockholm med sin familj. 1854 reste J. O. Öberg över till USA för att studera tryckeriverksamheten där. Sedan han återkommit till Sverige flyttade han tillbaka till Eskilstuna. 1875 tog sonen Albert Öberg över rörelsen och firmanamnet ändrades till J. O. Öberg & son. Samtidigt började man tillverka kontorsböcker.
1901 invigdes en ny fabrik på Gymnastikgatan i Eskilstuna i samband med detta började man 1902 tillverka spelkort och blev snart den ledande spelkortstillverkaren i Sverige. 1904 blev företaget aktiebolag och 1913 köptes de upp av Sveriges Litografiska Tryckerier. Tillverkningen fortsatte dock i Eskilstuna under det gamla namnet.
Spelkorten ritades 1902 av en av Öbergs anställda litografer vid namn Cryssander efter tysk förebild. 1905 förändrades korten något för att ge en enhetlig färgsättning på de klädda korten i varje svit. En uppdaterad version av korten skapades 1933 av den tyska konstnären Elisabet Linge, med behållande av kortens karaktär. I slutet av 1930-talet övergick man från litografiskt tryck till offsettryck vid framställningen. Fram till 1960 skulle hjärteresset i kortlekarna stämplas som bevis på att svensk varuskatt erlagts. Efter detta försvann stämpeln, men Öbergs fortsatte att låta märka sina hjärteress, om än inte längre med en separat stämpel.
Firman tillverkade kontorsböcker, kortsystem, samlingspärmar, portföljer och spelkort. 
1968 flyttades Öbergs huvudkontor till Stockholm. 1969 bytte man namn till Esselte Öbergs AB, och 1979 till Esselte Dymo AB. 1992 slutade Esselte att själva trycka korten, och lade ut produktionen på Skandinaviskt Säkerhetstryck AB. Vid årsskiftet 1999 flyttades tillverkningen till Belgien.